# Катарина фон Сайн-Витгенщайн
Катарина фон Сайн-Витгенщайн (на немски: Katharina von Sayn-Wittgenstein; * 10 август 1588, Берлебург; † 19 май 1651, Диленбург) е графиня от Сайн-Витгенщайн и чрез женитба графиня на Насау-Диленбург.

## Произход
Тя е най-малката дъщеря на граф Лудвиг I фон Зайн-Витгенщайн (1532 – 1605) и втората му съпруга Елизабет фон Золмс-Лаубах (1549 – 1599), дъщеря на граф Фридрих Магнус I фон Золмс-Лаубах († 1561) и графиня Агнес фон Вид († 1588).

## Фамилия
Катарина се омъжва на 25 ноември 1615 г. в Хахенбург за граф и бъдещ княз (от 1652 г.) Лудвиг Хайнрих фон Насау-Диленбург (* 9 май 1594; † 12 юли 1662), син на граф Георг фон Насау-Байлщайн (или Насау-Диленбург). Майка му е Анна Амалия графиня от Насау-Саарбрюкен. Те имат шестнадест деца:
- Анна Амалия (* 1 ноември 1616, Байлщайн; † 6 юли 1649, Алтенкирхен), ∞ I. на 25 април 1638 г. в Диленбург за граф Филип Лудвиг II фон Вид († 16 октомври 1638), ∞ II. на 6 декември 1646 г. в Диленбург за граф Кристиан фон Зайн-Витгенщайн-Зайн († 29 октомври 1675)
- Георг Лудвиг (* между 4 и 14 март 1618, Байлщайн; † 19 май 1656, Диленбург), княз на Насау-Диленбург, ∞ на 8 април 1638 г. в Копенбрюге за Анна Августа фон Брауншвайг-Волфенбютел (* 19 май 1612; † 17 февруари 1673), дъщеря на княз Хайнрих Юлий фон Брауншвайг-Волфенбютел
- Елизабет (* 2 март 1619, Байлщайн; † 9 ноември 1665, Шаумбург)
- Юлиана (* 20 февруари 1620, Байлщайн; † 29 май 1622)
- Алберт/Албрехт (* 7 февруари 1621, Диленбург; † 29 май 1622)
- Катарина (* 10 юни 1622, Диленбург; † 29 ноември 1631)
- Луиза (* 22 май 1623; † 17 ноември 1665, Диленбург), ∞ на 10 февруари 1646 г. в Диленбург за граф Йохан Лудвиг фон Изенбург-Бюдинген (1622 – 1685)
- дъщеря (*/† 27 октомври 1624, Диленбург)
- Хайнрих Вилхелм (* 29 май 1626, Диленбург; † 22 април 1627, Диленбург)
- Магдалена (* 25 декември 1627, Диленбург; † 25 март 1663, Диленбург), ∞ на 9 март 1662 г. за граф Кристиан Мориц фон Изенбург-Бюдинген (1626 – 1664)
- Адолф (* 13 януари 1629, Диленбург; † 9 или 19 декември 1676, Хадамар), княз на Насау-Шаумбург, ∞ на 6 август 1653 г. в Диленбург за Елизабет Шарлота Меландер фон Холцапел (* между 9 и 19 февруари 1640; † 17 март 1707), дъщеря на граф Петер Меландер фон Холцапел
- Филип (* 12 октомври 1630, Диленбург; † 1 или 11 април 1657), близнак, убит в битката при Модлиборзице, Полша
- дете (*/† 12 октомври 1630, Диленбург), близнак
- близнаци (*/† 1631)
- Мария Елеонора (* 3 август 1632; † 26 юни 1633)

Лудвиг Хайнрих фон Насау-Диленбург се жени втори път през 1653 г. за графиня Елизабет фон Салм-Даун (1593 – 1656) от фамилията на Вилд- и Рейнграфовете.